# Gao Lingwei
Gao Lingwei ou Kao Ling-wei (高凌霨, 1870–1940) est un homme politique chinois.
Natif de Tianjin, il est nommé au Hubei où il tient différents postes liés aux finances et à l'éducation, par exemple comme directeur de l'académie militaire de la province. Il devient un protégé de Zhang Zhidong dans l'effort de modernisation de la Chine et est nommé gouverneur du Hunan.
Après que la révolution chinoise de 1911 a atteint le Hubei, il retourne à Tianjin et aide à moderniser le système bancaire. Il devient plus tard ministre dans les gouvernements de plusieurs seigneurs de guerre. En 1923, il devient président par intérim, du 13 juin au 24 octobre, tandis que Cao Kun fait « campagne » pour la présidence en soudoyant l'Assemblée nationale. Il sert brièvement comme Premier ministre de Cao.
En 1935, il devient maire de Tianjin. Durant la seconde guerre sino-japonaise, il collabore avec les Japonais en échange de la place de gouverneur du Hebei.